# 国務委員 (大韓民国)
国務委員（こくむいいん）は、大韓民国の国政に関して大統領を補佐し、国務会議の構成員として国政を審議する職である。国務総理の「提請」により、大統領が任命する。行政各部の長は国務委員の中から任命される。日本の国務大臣に相当する。

## 憲法における規定
大韓民国憲法（第六共和国憲法）は国務委員に関して以下のように規定している。
- 任命
  - 国務委員は、国務総理の「提請」（제청）により、大統領が任命する[2]。大統領が国務委員を兼ねることはできない[4]。
- 文民統制
  - 現役の軍人は国務委員に就任することができない[5]。
- 解任
  - 大統領は国務委員を解任することができる[6]。国務総理は国務委員の解任を大統領に建議することができる[6]。国会議員の総議員の3分の1以上の発議と総議員の過半数の賛成により、国会は国務委員の解任を大統領に建議することができる[7]。
- 弾劾
  - 国務委員は憲法裁判所の弾劾の決定により罷免される[8]。国会議員の総議員の3分の1以上の発議と総議員の過半数の賛成により、国会は憲法裁判所に国務委員の弾劾の訴追をすることができる[9]。国会で弾劾の訴追の議決があった場合、憲法裁判所の決定があるまで、国務委員の職権は停止される[10]。
- 任務・職権・職責
  - 国務委員は、国政に関して大統領を補佐し、国務会議の構成員として国政を審議する[1]。国務会議とは政府の権限に属する重要な政策を審議する機関であり、議長を務める大統領、副議長を務める国務総理と15人以上30人以下の国務委員で構成される[11]。国務委員は国務会議に議案を提出することができる[12]。
  - 大統領が欠け、または事故により職務を遂行することができないとき、国務総理に次ぐ順序で、法律で定める国務委員が大統領の権限を代行する[13]。
  - 行政各部の長は、国務委員の中から、国務総理の「提請」により、大統領が任命する[3]。
  - 関係国務委員は、国務総理とともに、大統領が国法上の行為をする際の文書に副署する[14]。
  - 国務委員は、国会またはその委員会に出席し、国政処理状況の報告、意見の陳述または質問に対する答弁をすることができる[15]。国務委員は、国会またはその委員会の要求があるときは、自ら国会または委員会に出席し答弁するか、政府委員を出席させ答弁させなければならない[16]。